# Amphoe Fang
Pour les articles homonymes, voir Fang.
Fang (ฝาง) est un district (amphoe) situé dans la province de Chiang Mai, dans le nord de la Thaïlande. Il est frontalier de la Birmanie (État Shan).
Le district est divisé en 8 sous-districts (tambon) et 128 villages (muban). Il comprenait 121 033 habitants en 2005.

## Histoire
Si l'on en croit la chronique de Yonok, le Mueang (cité) de Fang fut fondé en 641 par le roi Lawa Changkarat. Plus tard, le roi Mengrai le Grand régna depuis Fang pendant un an, en 1268, avant de fonder successivement Wiang Kum Kam et Chiang Mai. Il semble que Mengrai ait utilisé Fang comme base pour attaquer Hariphunchai (l'actuelle Lamphun),
En 1910, Mueang Fang fut subordonnée à Chiang Rai et renommé district de Mueang Fang. En 1925, il fut réattribué à Chiang Mai. En 1938, le mot Mueang, désormais réservé aux capitales de provinces, fut retiré de son nom.